# Cholet-Pays de Loire 1993
La Cholet-Pays de Loire 1993, sedicesima edizione della corsa e valida come evento del circuito UCI categoria 1.3, fu disputata il 21 marzo 1993 su un percorso di 209 km. Fu vinta dal francese Marc Bouillon che giunse al traguardo con il tempo di 5h16'31" alla media di 39,619 km/h.

## Ordine d'arrivo (Top 10)
| Pos. | Corridore               | Squadra        | Tempo    |
| ---- | ----------------------- | -------------- | -------- |
| 1    | Marc Bouillon           | Collstrop      | 5h16'31" |
| 2    | Bart Leysen             | Lotto          | a 2"     |
| 3    | Michel Vanhaecke        | Lotto          | a 9"     |
| 4    | Jean-Pierre Heynderickx | Collstrop      | s.t.     |
| 5    | Frédéric Moncassin      | Wordperfect    | s.t.     |
| 6    | Robert Van de Vin       | Willy Naessens | s.t.     |
| 7    | François Simon          | Castorama      | s.t.     |
| 8    | Chris Peers             | Collstrop      | s.t.     |
| 9    | Frank Van Den Abeele    | Lotto          | s.t.     |
| 10   | Peter Van Petegem       | Lotto          | s.t.     |